# 광명시 (1988년 선거구)
광명시는 대한민국의 옛 국회의원 선거구이다. 당시 경기도 광명시 지역을 관할했다.

## 역사
대한민국 제13대 국회의원 선거를 앞두고 안양시·광명시·시흥군·옹진군 선거구에서 분리되어 신설되었다.
대한민국 제15대 국회의원 선거를 앞두고 광명시 선거구가 광명시 갑, 광명시 을 선거구로 분구되면서 폐지되었다.

## 역대 국회의원
| 선거   | 정당 | 정당         | 의원   |
| ------ | ---- | ------------ | ------ |
| 1988년 |      | 신민주공화당 | 김병룡 |
| 1992년 |      | 통일국민당   | 윤항렬 |
| 1993년 |      | 민주자유당   | 손학규 |

## 역대 선거 결과

### 대한민국 제13대 국회의원 선거
|  | 31.36% |

|  | 25.61% |

|  | 21.66% |

|  | 17.30% |

|  | 2.28% |

|  | 1.75% |

### 대한민국 제14대 국회의원 선거
|  | 34.92% |

|  | 25.10% |

|  | 18.77% |

|  | 9.51% |

|  | 8.62% |

|  | 1.54% |

|  | 0.60% |

|  | 0.59% |

|  | 0.30% |

### 1993년 대한민국 재보궐선거
윤항렬 의원의 사망으로 인해 치러진 1993년 대한민국 재보궐선거에서 민주자유당 손학규 후보가 당선되었다.